# Gasgemisch
|  |  |
|  |  |

|  |  |  |  |  |
|  |  |  |  |  |

|  |  |
|  |  |

|  |  |  |  |  |
|  |  |  |  |  |
|  |  |  |  |  |

Gasgemische sind Gemische aus mindestens zwei verschiedenen Gasen. Diese können ihrerseits chemische Elemente oder Verbindungen sein.
Das bekannteste und häufigste Gasgemisch ist die Luft in der Erdatmosphäre. Gasgemische sind immer Lösungen, also unabhängig von eventuell vorhandenen Konzentrationsgradienten formell homogen.

## Gemischeigenschaften
Die Stoffwerte von Gasgemischen können näherungsweise aus den Stoffwerten der einzelnen Komponenten durch Interpolation und Mischungsregeln berechnet werden. Im Folgenden bezeichnet {\displaystyle M_{i}} die molare Masse, {\displaystyle x_{i}} den Stoffmengenanteil und {\displaystyle w_{i}} den Massenanteil der {\displaystyle i}-ten Spezies (Bestandteil) des Gasgemisches.
Für ideale Gemische gelten folgende Beziehungen:
Mittlere molare Masse:

{\displaystyle M=\sum _{i}x_{i}M_{i}=\left(\sum _{i}{\frac {w_{i}}{M_{i}}}\right)^{-1}}
Massenanteil:

{\displaystyle w_{i}={\frac {x_{i}M_{i}}{M}}}
Dichte:

{\displaystyle \rho (T)=\left(\sum _{i}{\frac {w_{i}}{\rho _{i}(T)}}\right)^{-1}} (s. Gesetz von Amagat)
Spezifische Enthalpie:

{\displaystyle h(T)=\sum _{i}w_{i}\cdot h_{i}(T)}
Spezifische Wärmekapazität:

{\displaystyle c(T)=\sum _{i}w_{i}\cdot c_{i}(T)}
Spezifische Entropie:

Fehler beim Parsen (Syntaxfehler): {\displaystyle  s(T) = \sum_i w_i \cdot s_i(T) + R \cdot \sum_i \frac{w_i}{M_i}\cdot \ln \left( \frac{M_i}{M w_i} }
)
Diffusionskoeffizient:

{\displaystyle D_{im}={\frac {1-x_{i}}{\sum _{j}{\frac {x_{j}}{D_{ij}}}}}}
{\displaystyle D_{ij}} ist der Diffusionskoeffizient der Spezies {\displaystyle i} in der Komponente {\displaystyle j}
{\displaystyle D_{im}} der Diffusionskoeffizient der Spezies {\displaystyle i} in der Mischung.
Viskosität {\displaystyle \eta } und Wärmeleitfähigkeit {\displaystyle \lambda }:

{\textstyle \eta (T)=\sum _{i}{\frac {x_{i}\eta _{i}(T)}{\sum _{j}x_{j}\Phi _{ij}(T)}}}
{\displaystyle \lambda (T)=\sum _{i}{\frac {x_{i}\lambda _{i}(T)}{\sum _{j}x_{j}\Phi _{ij}(T)}}}
(Mischungsformel nach Wassiljewa)
Die Korrekturfaktoren {\displaystyle \Phi _{ij}(T)} ergeben sich nach Mason und Saxena aus den Viskositätskoeffizienten {\displaystyle \eta _{i}(T)} und den molaren Massen {\displaystyle M_{i}} der Bestandteile:
{\displaystyle \Phi _{ij}(T)={\frac {1}{2{\sqrt {2}}}}\left(1+{\frac {M_{i}}{M_{j}}}\right)^{-{\frac {1}{2}}}\cdot \left[1+\left({\frac {\eta _{i}(T)}{\eta _{j}(T)}}\right)^{\frac {1}{2}}\cdot \left({\frac {M_{j}}{M_{i}}}\right)^{\frac {1}{4}}\right]^{2}}
Adiabatenexponent

Der Adiabatenexponent {\displaystyle \kappa } eines idealen Gasgemischs ergibt sich aus den Adiabatenexponenten {\displaystyle \kappa _{i}} der einzelnen Komponenten:
{\displaystyle \kappa ={\frac {\sum _{i}{\frac {x_{i}\cdot \kappa _{i}}{\kappa _{i}-1}}}{\sum _{i}{\frac {x_{i}}{\kappa _{i}-1}}}}}

## Gasmischer und Gasmischanlagen
Technische Gasgemische werden mit Hilfe von Gasmischern und Gasmischanlagen (andere Namen sind auch z. B. Gasemischer, Blender, Gasmischstation oder Gasmischsystem) aus Einzelgasen oder aus bereits gemischten Gasen (Gasgemischen) erzeugt, z. B. als
- Schutzgas     für die Schweißtechnik (z. B. Ar/CO2)
- Synthetische Luft für die Medizin oder Chemische Industrie (Mischungen aus Luft mit Sauerstoff zu angereicherter Luft oder aus Luft oder Sauerstoff mit Stickstoff zu Magerluft)
- Schutzgas     für die Lebensmittelindustrie (z. B. N2/CO2)
- Reaktionsgas für die Thermische Verformungstechnik     (z. B. Ar/O2/H2)
- Formiergas     für Stahl- und Walzwerke (z. B. N2/H2) oder mit     Wasserdampf befeuchtetes Schutzgas (N2/H2/H2O)
- Formiergas     für die Glasherstellung (z. B. N2/H2)
- Beimischung von CO2 in der Biotechnologie zur Begasung von Fermentern z. B. zur Regelung des pH-Wert des     Mediums
- Prüfgas           für hohe Analysengenauigkeit durch hohe Reinheit und geringe Herstelltoleranz

Diese und viele weitere Gasgemische werden in vielen Industrien eingesetzt, so z. B.
- Anlagen- und Maschinenbau
- Automobilindustrie
- Chemie
- Eisen-/Nichteisen-Metalle
- Energieversorgung
- Galvanotechnik
- Glasindustrie
- Halbleitertechnik
- Industrieofenbau
- Kunstharze
- Kupferbearbeitung
- Lebensmittelindustrie
- Medizintechnik
- Pharmaindustrie
- Schweiß- und Lasertechnik
- Stahl
- Werften

Von Gasmischern spricht man meist bei in Serie gefertigten Geräten mit Leistungsgrößen von wenigen Litern pro Minute bis ca. 500 Nm³/h. Als Gasmischanlagen hingegen werden üblicherweise Geräte mit darüberliegenden Leistungsgrößen bezeichnet, die bis zu 10.000 Nm³/h betragen können und individuell geplant und gefertigt werden.
Gasmischer werden in der Regel eingesetzt, wenn ein oder mehrere Gasgemische in größeren Mengen oder Gemische mit variablen Bestandteilen benötigt werden. In solchen Fällen ist der Einsatz eines lokalen Gasmischers oder einer Gasmischanlage wirtschaftlicher als die Fremdversorgung mit Gasen in Gasflaschen oder Gasbündeln. Beispielsweise beginnt ein wirtschaftlicher Einsatz von Gasmischern zur Erzeugung eines typischen Schweißgasgemisches (8 % CO2 in 92 % Argon) abhängig von Gasbezugspreis und Einschaltdauer bei etwa fünf Schweißstellen. Diese Stellen hätten bei normalem Materialfluss einen monatlichen Gasbedarf von 750 Litern (entspricht etwa 40 Flaschen zu 18 L), so dass bei einer Beschaffung der ungemischten Gase und Mischung vor Ort mit Hilfe eines Gasmischers eine Einsparung erwirtschaftet wird. Gleiches gilt für variable Eingasstellen wie Krankenhäuser, Industrieanlagen, Messanlagen und ähnliche Anwendungen mit variabler Einstreuung. Herstellerunterlagen und Applikationshinweise dokumentieren typische Gase, Betriebsbereiche und Konfigurationen für industrielle und lebensmitteltechnische Anwendungen (Praxisbeispiele).
Gasmischer können als statische, d. h. mit einem oder mehreren Regelventilen oder als dynamische Systeme, also mit automatischen Regelventilen, ausgeführt werden. Die Gasgemische werden häufig durch einen Gasanalysator überprüft und in Pufferbehältern gelagert und drucknormiert, bevor sie zur Verbrauchsstelle geleitet werden.

## Arten von Mischtechniken
Gasmischer können in vier unterschiedlichen Varianten ausgeführt sein. Der Unterschied liegt in der angewendeten Mischtechnik und wird durch den Anwendungszweck bestimmt.
- Gasmischer mit mechanischem Mischventil
- Gasmischer mit elektronischem Mischventil
- Gasmischer mit pneumatischem Mengendurchflussregler
- Gasmischer mit Massendurchflussregler

### Gasmischer mit mechanischem Mischventil
Gasmischer mit mechanischem Mischventil sind seit dem frühen Mittelalter im Einsatz. Aus allen Gasen lassen sich mit diesem Verfahren zuverlässig Gasgemische erzeugen. Das mechanische Mischventil verfügt über Gaseingänge und einen Gasausgang für das Mischgas. Durch Drehen des Ventils werden in einem Zusammenspiel von Blenden und Kolben die Strömungsmengen der Einzelgase reguliert und so das benötigte Gasgemisch erzeugt. Gasmischer mit mechanischem Mischventil sind zur kontinuierlichen Entnahme oder, mit einem Gasbehälter, auch zur diskontinuierlichen Entnahme geeignet.

### Gasmischer mit elektrischem Mischventil
Wie bei dem mechanischen Mischverfahren werden hier Proportional- bzw. Einzelmischventile der Eingangsgase bewegt. Ein Kolben in Verbindung mit unterschiedlichen Blenden regelt die Durchflussmenge der Gase und produziert so das gewünschte Gemisch. Die elektrischen Mischventile werden, anders als bei Gasmischern mit mechanischem Mischventil, nicht per Hand über einen Drehknopf, sondern mittels Elektromotoren betrieben. Diese Elektromotoren werden in der Regel über eine elektronische Steuerung bedient.

### Gasmischer mit pneumatischem Durchflussmengenregler
Die Mischung der Gase erfolgt pneumatisch über einen Sinterkörper. Je nach Mischverhältnis wird den einzelnen Gasen eine unterschiedlich große Oberfläche des Sinterkörpers zum Durchfluss geboten.

### Gasmischer mit Durchflussmengenregler
Im Unterschied zum mechanischen Gasmischer werden hier die Volumenströme jedes beteiligten Einzelgases geregelt. Pro Gas kommt ein Massen-Durchflussregler (MFC) zum Einsatz. Der Volumenstrom der Gase wird im jeweiligen Massen-Durchflussregler mittels thermischer Leitfähigkeit erfasst und anschließend geregelt. Dynamische Verfahren mit thermischen Massen-Durchflussreglern sind in ISO 6145-7 beschrieben; Herstellerdatenblätter nennen typische Leistungsbereiche und Einsatzgrenzen für den industriellen Betrieb.

## Beispiele
- Atemgas
- Formiergas
- Schutzgas
- Schutzgas für Lebensmittel
- Magerluft